# Wikstroemia haoii
Wikstroemia haoii är en tibastväxtart som beskrevs av Domke. Wikstroemia haoii ingår i släktet Wikstroemia och familjen tibastväxter. Inga underarter finns listade i Catalogue of Life.